# YG Entertainment
 (кореј. YG 엔터테인먼트) јужнокорејска је агенција за забаву коју је основао Јанг Хјунсук 1996. године. Послује као дискографска кућа, агенција за таленте и предузеће за управљање догађајима и концертну продукцију. Поред тога, води низ подружница у оквиру засебног предузећа, YG Plus, које ради као произвођач одеће, агенција за управљање голфом и козметички бренд.